# 事業承継・M&Aエキスパート
事業承継・M&Aエキスパート資格（じぎょうしょうけい・M&Aエキスパート）は、オーナー経営者の事業承継の実態把握と解決に関する基本知識を認定する資格。一般社団法人金融財政事情研究会が認定する。

## 目的
中堅・中小企業の事業承継及びM&Aについての基本的な理解度を測り、習得度を検証すること。

## 特徴
- CBT（Computer-Based Testing）方式による実施で試験時間は100分。
- 正誤式10問、四答択一式30問の計40問。100点満点の70点以上の得点で合格。
- 合格者には、「事業承継・M&Aエキスパート」の認定証が発行される。
- 日本M&Aセンターが共催。

## 試験範囲
中小企業の実態、事業承継関連税制、事業承継関連法制、事業承継に潜む問題点、事業承継コンサルティングと事業承継ビジネス、中小企業M&Aの基礎知識、金融機関や公認会計士・税理士等におけるM&Aの活用、 中小企業M&Aの会計・税務・法務、中小企業M&Aの手順

## 受験資格
特になし

## 資格の制度体系
事業承継・M&Aエキスパート資格の上位資格として、一般社団法人金融財政事情研究会が認定するM&Aシニアエキスパート資格がある。